# Lokkisaari (ö i Södra Österbotten)
Lokkisaari är en ö i Finland. Den ligger i sjön Lappajärvi sjö och i kommunen Lappajärvi i den ekonomiska regionen  Järviseutu ekonomiska region  och landskapet Södra Österbotten, i den centrala delen av landet, 300 km norr om huvudstaden Helsingfors. Öns area är 1,5 hektar och dess största längd är 200 meter i sydöst-nordvästlig riktning.